# Пепси
Пе́пси (англ. «Pepsi») — газированный, безалкогольный напиток, производимый компанией PepsiCo Inc. Компания была учреждена в 1893 году Калебом Брэдхемом и изначально имела название «Напиток Брэда». В 1898 году компания была переименована в Pepsi-Cola, а в 1961 году название напитка сократили до Pepsi.

## История

### Создание напитка
Известный газированный напиток был представлен в 1893 году Калебом Брэдхемом как «Напиток Брэда» в Нью-Берне, Северная Каролина, США. Фармацевт разработал рецепт «Пепси» в своей аптеке, где напиток вышел в продажу. В 1898 году напиток был переименован в «Pepsi-Cola». Название происходит от греческого слова «πέψις» — «пепсис», что означает «пищеварение», поэтому он рекламировался как напиток для снятия ощущения диспепсии (сегодня более известное как «несварение» или «расстройство желудка»). Также слово «Пепси» могло быть отсылкой к средству, помогающему пищеварению — пепсину, но сам пепсин никогда не входил в состав Пепси-Колы.
Брэдхем разрабатывал микстуру для:
- улучшения пищеварения;
- борьбы с нервными расстройствами.

Оригинальный рецепт также включал в себя сахар и ваниль. Брэдхем стремился сделать напиток привлекательным по вкусу и в то же время способным помочь пищеварению. Кроме того, аптекарь хотел, чтобы напиток  был бодрящим и заряжал энергией.  Для этого он добавил в состав кофеин, ваниль и сахар.
Сочетание получилось удачным — новинка понравилась потребителю сразу после выхода на прилавок аптеки Калеба в 1893 году.
В 1903 году Брэдхем перенёс производство Пепси из своей аптеки на арендованный склад. Уже тогда он продал 7 968 галлонов (36223 литров) напитка. Уже через год Пепси продавалась в бутылках по 177 мл, а продажи выросли до 19 848 галлонов (90230 литров). В 1909 году пионер автомобильных гонок — Берни Олдфилд стал первой знаменитостью, поддержавший компанию Pepsi. Он описал «Пепси» как «хулиганский, освежающий, бодрящий, прекрасный напиток перед гонкой». Рекламный слоган «Вкусно и полезно» использовался компанией на протяжении следующих двух десятилетий.
В 1923 году компания «Пепси-Кола» обанкротилась из-за финансовых потерь и роста цен на сахар после Первой мировой войны. Тогда торговую марку «Пепси» вместе со всеми её активами купил Рой Мегаргель, но его попытки найти финансирование не увенчались успехом. Вскоре активы «Пепси-Колы» были куплены Чарльзом Гутом, президентом Loft, Inc. — производителем конфет, имевшим свои розничные магазины, в которых были установлены автоматы с газированной водой. Он пытался заменить «Кока-Колу» в автоматах с напитками после того, как компания Coca-Cola отказалась предоставить ему дополнительные скидки на сироп. Затем Гут попросил химиков из компании «Loft» изменить формулу сиропа «Пепси-Кола».
В период с 1922 по 1933 год компании Coca-Cola трижды предлагалась возможность приобрести компанию Pepsi-Cola, но она каждый раз отклоняла это предложение.

### Рост популярности

Логотип 1898 года

Логотип 40-х годов

Во время Великой депрессии в 1934 году «Пепси» приобрела популярность благодаря выпуску напитка в бутылках ёмкостью 354 мл. До этого «Pepsi-Cola» и «Coca-Cola» продавали свои напитки в таре объёмом 192 мл. по цене около 5 центов за бутылку. Кроме того, музыкальная реклама, запущенная на радио, где звучал популярный джингл «Никель», впервые записанный «Tune Twisters» в 1940 году, сильно подняла узнаваемость бренда.
В период экономического кризиса начавшаяся рекламная кампания преуспела в повышении статуса Pepsi-Cola. С 1936 по 1938 годы прибыль «Пепси-Кола» удвоилась.
Успех «Пепси» под руководством Чарльза Гута пришёлся на то время, когда кондитерский бизнес Loft Candy был в упадке. Поскольку изначально он использовал средства фонда Loft Candy для обеспечения Pepsi-Cola, почти обанкротившаяся компания «Loft Candy» подала в суд на Гута за право владения компанией «Пепси-Кола». Затем последовали долгие судебные разбирательства Гута и Loft Inc. Дело дошло до Верховного суда штата Делавэра и закончилось поражением Гута, а Loft Inc. стала новым владельцем компании.
Во время Второй мировой войны «Пепси-Кола» обошла по популярности Royal Crown и Dr Pepper, заняв второе место среди газированных напитков после «Кока-Кола». В начале 1950-х годов уровень популярности «Кока-Кола» в сравнении с «Пепси-Кола» увеличился в 5 раз.

### Маркетинг
В 1961 году впервые прошла рекламная кампания под девизом «Пепси — для тех, кто чувствует себя молодым». К 1964 году лозунг был перефразирован в «Вы — поколение Пепси». В 1964 году «Пепси» выпустила диетическую газировку без сахара с использованием искусственных подсластителей. В 1965 году появилась компания PepsiCo, которая занимается производством напитка до сих пор.
С 1930-х до конца 1950-х годов лозунг «Пепси-Кола попала в точку» был наиболее часто используемым слоганом на радио, в классическом кино и в первые дни телевидения. Его джингл (придуманный, когда Pepsi стоила всего пять центов) использовался во многих различных формах с разными текстами. С появлением радио «Пепси-Кола» воспользовалась для продвижения продукции услугами молодой, подающей надежды актрисы Полли Берген, часто предоставлявшей свои певческие таланты для исполнения классического джингла.
Киноактриса Джоан Кроуфорд, выйдя замуж за президента «Пепси-Кола» Альфреда Н. Стила, стала представительницей «Pepsi». Она начала появляться в рекламных роликах, специальных телевизионных программах и на телевизионных конкурсах красоты от имени компании. В нескольких более поздних фильмах изображения напитка оказывались на самом видном месте. Когда Стил умер в 1959 году, Джоан Кроуфорд была назначена в совет директоров «Пепси-Кола». Эту должность она занимала до 1973 года. Однако в более крупной PepsiCo, созданной в 1965 году, членом совета директоров Кроуфорд уже не стала.
В 1992 году маркетинговая кампания «Pepsi Number Fever» на Филиппинах случайно распространила 800 000 выигрышных крышек для бутылок за главный приз в 1 миллион песо, что привело к массовым беспорядкам и гибели пяти человек.
В 2008 году PepsiCo провела ещё один ребрендинг (изменение логотипа) своей продукции и представила новый логотип напитка в виде смайла. Идея заключалась в том, чтобы каждый вариант напитка имел свою улыбку, например: Pepsi MAX — широкая улыбка, Pepsi (классический вариант) — средняя, Pepsi Light — лёгкая улыбка. Позже от этой идеи отказались и начали выпускать напиток с классическим логотипом. Однако новый логотип подвергся жёсткой критике в интернете. Несколько графических дизайнеров создали версию логотипа, которая изображала человека с ожирением. Это изображение быстро стало интернет-мемом и привлекло внимание к негативным последствиям употребления напитка.

### «Пепси-кола» в СССР

Советская этикетка бутылки Пепси-Колы (содержит кириллический аналог логотипа, использовавшегося с 1969 по 1991 годы)

#### Регистрация товарного знака
В 1938 году Pepsi Cola Company (впоследствии — PepsiCo) зарегистрировала право исключительного пользования товарным знаком на территории Советского Союза в Бюро по регистрации товарных знаков Наркомторга СССР.

#### Выставка 1959 года
Впервые советские граждане смогли массово попробовать напиток в 1959 году на выставке «Промышленная продукция США» в московском парке Сокольники. В ходе выставки вице-президент США Ричард Никсон по просьбе президента компании PepsiCo International Дональда Кендалла угостил «Пепси» советского лидера Никиту Хрущёва. Всего на выставке было выпито более 3 млн стаканчиков напитка.
В 1959 году в номере 23 журнала «Крокодил» вышла басня Сергея Михалкова «Ах, пепси-кола!», повествующая о поклоннике всего заграничного, который «на выставке американской, что освещает быт заокеанский» обпился газировки, у него скрутило живот, и он попал в больницу.

#### В эпоху Разрядки

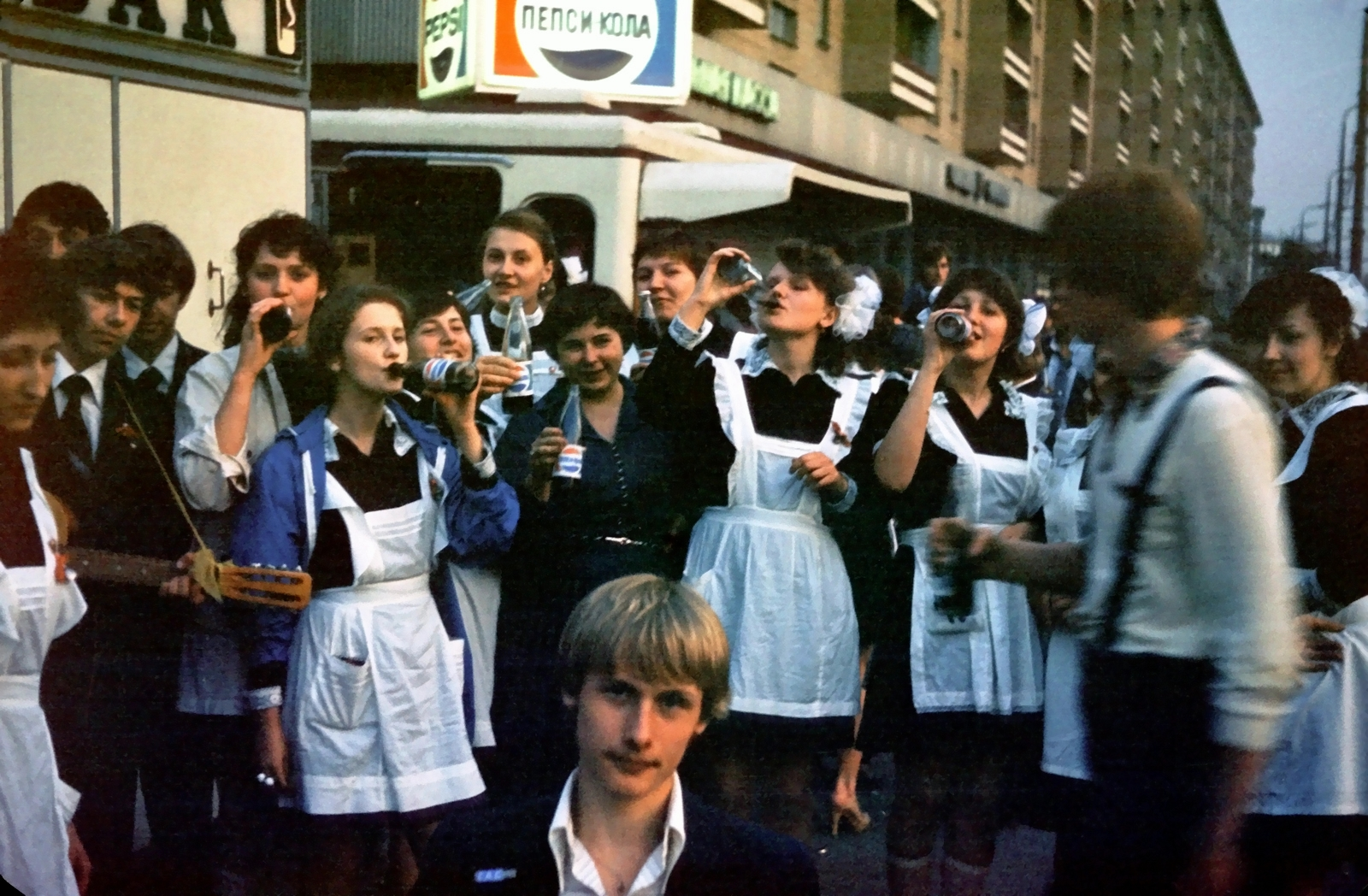
Школьники у киоска Пепси-колы в Москве, 1981 год

Производство «Пепси» в СССР началось только во время разрядки конфликтных отношений между Западом и СССР. Так, в 1971 году на встрече президента PepsiCo Дональда Кендалла с Председателем Совета Министров СССР Алексеем Косыгиным были проведены переговоры о возможном экономическом сотрудничестве.
В 1972 году в рамках соглашения о двусторонней торговле между СССР и США была достигнута договорённость о сотрудничестве. В результате договорённости компания стала дистрибьютором водки «Столичная» в США, а «Пепси-Кола» начала продаваться в СССР (первая партия поступила в страну в апреле 1973 года; в этом же году в Москве начали разливать «Байкал»). Согласно договору, советская сторона на полученную прибыль от продажи водки конвертируемую валюту (доллары США), закупала за рубежом концентрат «Пепси», который разбавлялся газированной водой уже на территории СССР на предприятиях, получивших одобрение американской стороны. Таким образом преодолевалась проблема неконвертируемости советской валюты. При этом объём импорта концентрата напрямую зависел от объёма экспорта «Столичной». Вскоре было начато строительство цехов по производству «Пепси-Колы» в СССР (первый заработал в 1974 году в Новороссийске). PepsiCo инвестировала в запуск производства 1 млн долларов США. Концентрат для выпуска напитка поступал в СССР с завода PepsiCo в ирландском городе Корк.
В августе 1978 года заработал цех по розливу напитка в Евпатории. На церемонии открытия присутствовал американский предприниматель Арманд Хаммер.
По франчайзинговому договору с Pepsi (1979 года) на территории «Полюстрово» в Ленинграде американский напиток начали разливать в стеклянные бутылки ёмкостью 0,33 литра.
В 1979 году началась массовая продажа «Пепси» в 73 фирменных киосках в Москве. Каждый из них ежедневно реализовывал в среднем по 4 тысячи бутылок объёмом 0,33 л, по цене 45 копеек за штуку. Изготовитель напитка — Московский пиво-безалкогольный комбинат «Очаково».
PepsiCo стремилась нарастить своё визуальное присутствие в Москве во время летних Олимпийских игр 1980 года, одним из традиционных спонсоров которых является Coca-Cola Company. Согласно американо-советским договорённостям, эксклюзивным производителем колы в СССР являлась PepsiCo, поэтому на олимпийских мероприятиях продавалась только импортированная «Кока-кола». Однако Coca-Cola Company смогла несколько потеснить позиции конкурента, запустив к Олимпиаде производство в СССР апельсинового напитка «Фанта».
К началу 1980-х годов в СССР ежегодно выпускалось 15 миллионов ящиков «Пепси-колы» на сумму 182,5 миллиона долларов.
6 февраля 1981 года началось производство напитка в Новосибирске. В дальнейшем, в течение 80-х годов прошлого столетия, число цехов по розливу «Пепси» в СССР выросло до 26.
В 1986 году «Пепси» стала спонсором «Игр доброй воли» в Москве.
17−21 мая 1988 года в эфире советского телевидения впервые демонстрировались рекламные ролики, оплаченные западным производителем — PepsiCo приобрела право на показ в прайм-тайм четырёх клипов (в двух из них фигурировал Майкл Джексон).

#### Покупка старых военных кораблей
Перед распадом СССР в 1989 году на территории Советского Союза работал 21 завод по разливу напитков PepsiCo и планировалось открытие еще 26 производств. Срок действия торгового соглашения подходил к концу, а американская сторона не была заинтересована в его продлении на прежних условиях. В итоге Михаилом Горбачёвым было подписано новое соглашение с PepsiCo, согласно которому за поставки сырья и оборудования американская компания получила 20 старых военных кораблей: 17 подводных лодок проекта 613, эсминец, крейсер и торпедоносец, которые чуть позже были отправлены на металлолом. В результате этой сделки PepsiCo временно стала обладателем шестого по размеру военно-морского флота в мире.
После публикации договора Дональд Кендалл, занимавший на тот момент пост президента компании, сказал Бренту Скоукрофту, советнику по безопасности экс-президента Джорджа Буша: «Мы разоружаем Советский Союз быстрее, чем вы».
В 1990 году был подписан новый десятилетний бартерный контракт на три миллиарда долларов, по которому СССР обменивала водку на концентрат Pepsi. Это самая крупная в истории сделка между Советским Союзом и американской частной компанией. В этом же году PepsiCo открыла в СССР первый ресторан сети «Pizza Hut».

### «Пепси-кола» в современной России

Логотип 1997—2014 годов

Логотип 2014—2023 годов

Открытие заводов по разливу «Пепси» в городах СССР и России:
- 1974 — Новороссийск;
- 1978 — Евпатория;
- 1979 — Ленинград;
- 1980 — Новосибирск (производство прекращено в 2015 г.)[28];
- 1989 — Красноярск (производство прекращено в 1997 г.)[29];
- 1997 — Самара;
- 1998 — Екатеринбург;
- 2009 — Домодедово[30][31].

В феврале 1999 года Pepsi-Cola приобрела у компании Whitman новый завод по розливу напитков в промзоне «Парнас» Санкт-Петербурга. В мае 1999 года ЗАО «Полюстрово» выкупило у американской компании Pepsi-Cola производство розлива прохладительных напитков, которое находится на территории «Полюстрово» (договор был заключён в 1993 году).
В 2008 году на заводе в Екатеринбурге состоялся запуск первой в России и в мире линии по выпуску напитков по принципиально новой технологии «горячего розлива». Мощность линии составляет 60 тысяч бутылок в час.
В 2014 году российское подразделение PepsiCo одним из последних в мире изменило логотип напитка на новый, представленный впервые в 2008 году в ходе глобального ребрендинга продукции компании.
В 2022 году компания PepsiCo приостановила производство «Пепси-Колы» внутри РФ в связи с началом полномасштабного вторжения России на Украину.
В 2023 году российское подразделение PepsiCo начало выпуск колы с использованием других собственных торговых марок, таких как соки «Любимый» и тоники Evervess.
В 2024 году компания PepsiCo изменило логотип своей продукции на новый который имеет отношение к ретро-пепси    80-х годов.

### Доходы компании[34]
| Дата отчёта | Общая выручка ($) | Чистый доход ($) |
| ----------- | ----------------- | ---------------- |
| 12.06.2021  | 19 217 000 000    | 2 358 000 000    |
| 20.03.2021  | 14 820 000 000    | 1 714 000 000    |
| 26.12.2020  | 22 455 000 000    | 1 845 000 000    |
| 05.09.2020  | 18 091 000 000    | 2 291 000 000    |
| 28.12.2019  | 20 640 000 000    | 1 766 000 000    |
| 07.09.2019  | 17 188 000 000    | 2 100 000 000    |
| 15.06.2019  | 16 449 000 000    | 2 035 000 000    |
| 31.03.2019  | 12 884 000 000    | 1 413 000 000    |
| 31.12.2018  | 19 524 000 000    | 6 854 000 000    |
| 30.09.2018  | 16 485 000 000    | 2 498 000 000    |
| 30.06.2018  | 16 090 000 000    | 1 820 000 000    |
| 31.03.2018  | 12 562 000 000    | 1 343 000 000    |

## Состав и рецептура
В США Pepsi производится с газированной водой, кукурузным сиропом с высоким содержанием фруктозы, карамельным красителем, сахаром, фосфорной кислотой, кофеином, лимонной кислотой и натуральными ароматизаторами. В одной банке напитка (12 унций/354 мл) 41 г углеводов (сахар), 30 мг натрия, 0 г жира, 0 г белка, 38 мг кофеина и 150 калорий. Данный напиток содержит на 10 калорий больше, чем Кока-кола, и на 2 грамма больше сахара и углеводов. Напиток без кофеина содержит те же ингредиенты, кроме кофеина.

### Возможный состав напитка
Оригинальный рецепт «Пепси-Колы», представленный на суд в США после объявлении компании о банкротстве в 1923 году:
- Сахар: 7500 фунтов
- Вода: 1200 галлонов
- Карамель (жжёный сахар): 12 галлонов
- Сок лайма: 12 галлонов
- Ортофосфорная кислота: 58 фунтов
- Этиловый спирт: 0,5 галлона
- Лимонное масло: 6 унций
- Апельсиновое масло: 5 унций
- Коричное масло: 4 унции
- Масло мускатного ореха: 2 унции
- Кориандровое масло: 2 унции
- Петигреневое лимонное масло: 1 унция

Рецепт при переводе в метрическую систему:
- Сахар: 3403 килограмма
- Вода: 4542 литра
- Карамель (жжёный сахар): 45,4 л
- Сок лайма: 45,4 л
- Ортофосфорная кислота: 26,3 кг
- Этиловый спирт: 1,9 л
- Лимонное масло: 177,4 мл
- Апельсиновое масло: 147,9 мл
- Коричное масло: 118,3 мл
- Масло мускатного ореха: 59,1 мл
- Кориандровое масло: 59,1 мл
- Петигреневое лимонное масло: 29,6 мл

## Ассортимент

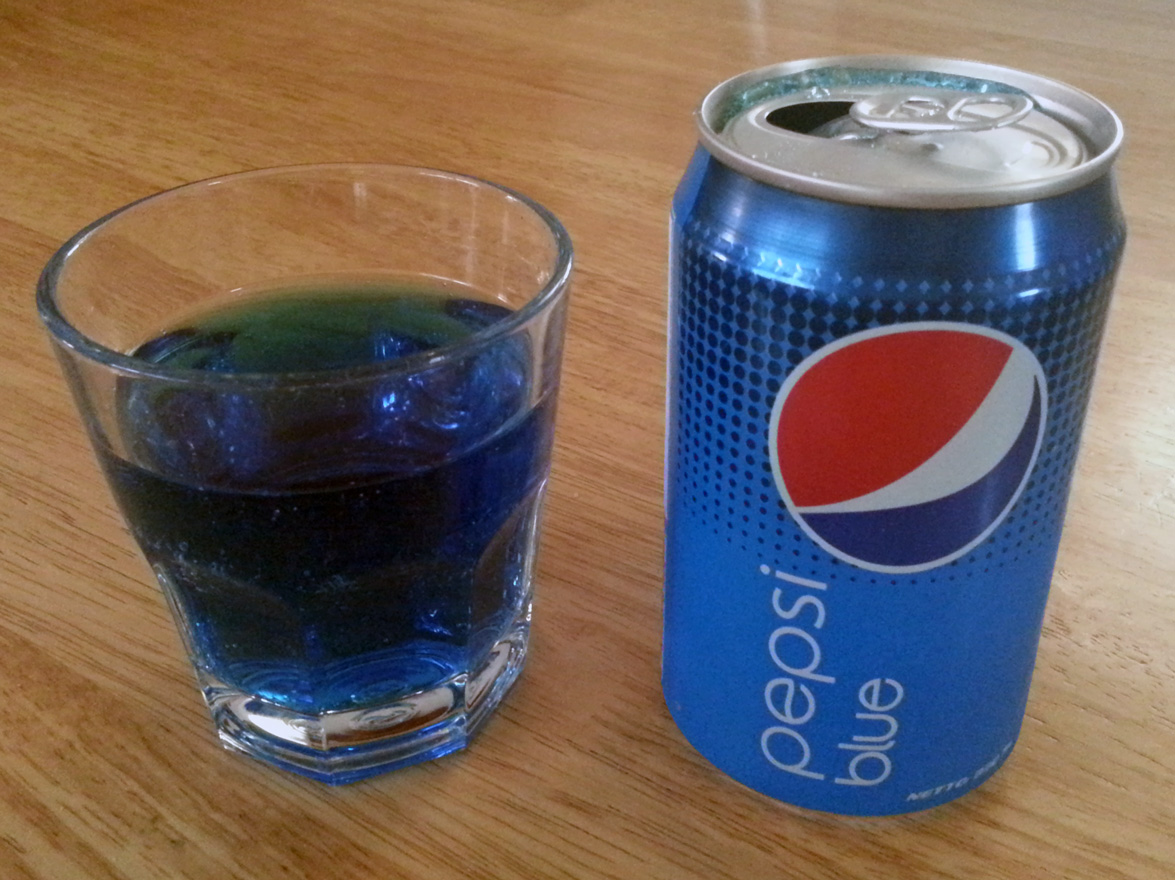
Логотип Pepsi Blue

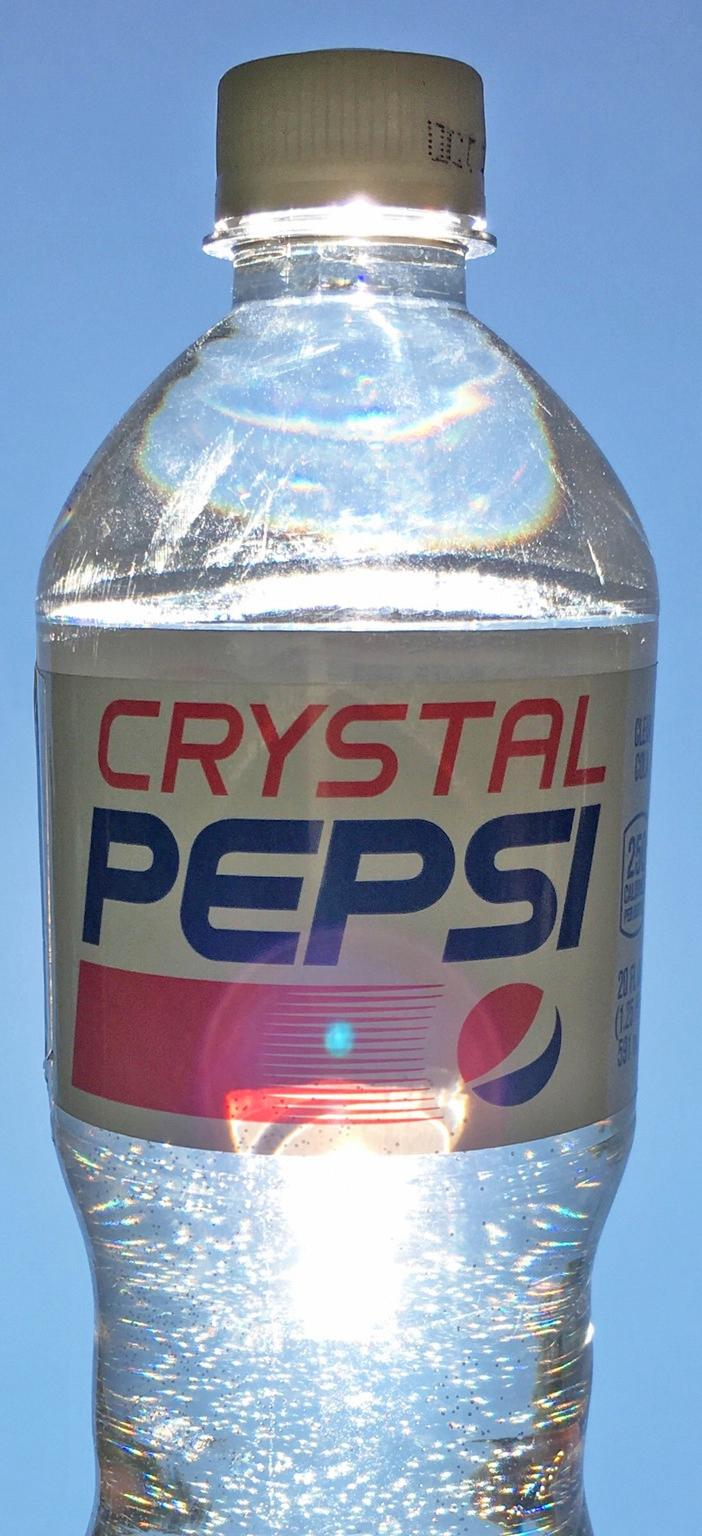
Crystal Pepsi, продающийся в США с 2016 года

В различных странах существуют собственные варианты напитка. В частности:

### В России (до февраля 2022 года)
- Pepsi — классический вариант напитка.
- Pepsi Generations — классический вариант напитка с дизайном 1940-х, 1950-х, 1960-х, 1980-х, 1990-х и 2000-х. Также есть линейка с музыкантами: Майкл Джексон с дизайном 1980-х и Бритни Спирс с дизайном 2000-х.
- Pepsi Blue — напиток прозрачно-голубого цвета со вкусом ягод либо ананаса и лимона (в зависимости от страны выпуска). В России появился под Новый год 2002—2003.
- Pepsi Light (с 2002) — классический низкокалорийный вариант напитка с искусственными подсластителями.
- Pepsi MAX (или Pepsi Black в Белоруссии, Казахстане и на Украине) — низкокалорийный напиток с подсластителями и экстрактом женьшеня (нацелен на мужской потребительский рынок); продавался с 2006 по 2016 и с 2019.
- Pepsi ГоооЛ! — напиток со вкусом лимона и мяты, выпускался в 2012 году ограниченной серией.
- Pepsi Ice Cream — напиток со вкусом мороженого, выпускался в 2005 году ограниченной серией.
- Pepsi Cappuccino — напиток со вкусом капучино, выпускался в 2005 году ограниченной серией.
- Pepsi Light Twist — напиток со вкусом лимона, выпускался летом 2004 ограниченной серией.
- Pepsi Gold — напиток золотого цвета, выпускавшийся в преддверии чемпионата мира по футболу 2006.
- Pepsi X — энергетический напиток со вкусом колы. Появился в 2005 году и пробыл на российском рынке недолго. В 2019 году компания Coca-cola также выпустила энергетический напиток Coca-Cola Energy со вкусом колы.
- Pepsi Mojito — напиток со вкусом мохито, выпускавшийся в 2009 году в преддверии конкурса «Евровидение-2009», который проходил в Москве.
- Pepsi Africana — напиток со вкусом экзотических фруктов, выпускавшийся в 2010 году.
- Pepsi Fresh — напиток, выпускавшийся в 2008 году ограниченной серией.
- Pepsi Twist — напиток со вкусом лимона, выпускался в начале 2000-х годов ограниченной серией, позднее выпускался в 2011 году, как Pepsi Lemon/Lime, и включал в себя, помимо вкуса лимона, вкус лайма.
- Pepsi Wild Cherry — напиток со вкусом вишни, выпускался в начале 2000-х годов ограниченной серией. В 2017 году вкус вернулся на рынок в низкокалорийном варианте.
- Pepsi Lime — напиток со вкусом лайма. Появился в 2018 году в низкокалорийном варианте и пробыл на прилавках магазинов до марта 2021.
- Pepsi Dark Vanilla — напиток со вкусом ванили. Появился в феврале 2019 в низкокалорийном варианте эксклюзивно в сети магазинов «Пятёрочка», «Перекрёсток» и «Карусель»[36]. С января 2021 появился в новом дизайне во всех магазинах.
- Pepsi Gold Ginger — напиток со вкусом имбиря. Появился в июне 2019 в низкокалорийном варианте эксклюзивно в магазинах Лента[37]. Снят с продажи в январе 2020.
- Pepsi Raspberry — напиток со вкусом малины. Появился в апреле 2020 в преддверии лиги чемпионов 2020 в сети магазинов «Магнит» в низкокалорийном варианте[38]. Снят с продажи в мае 2020, снова появился в августе 2020 как эксклюзив от Ивлеевой и пропал с прилавков в январе 2021.
- Pepsi Mango — напиток со вкусом манго. Появился в мае 2020 в низкокалорийном варианте эксклюзивно в сети магазинов «Пятёрочка», «Перекрёсток» и «Карусель». С октября 2020 года стал доступен во всех магазинах[39].
- Pepsi Tropical — напиток со вкусом тропических фруктов. Появился в начале апреля 2021 в низкокалорийном варианте в качестве эксклюзива от Насти Ивлеевой в ограниченной версии[40].
- Pepsi Mint Blast — напиток со вкусом мяты. Анонсирован в январе 2021 г. Вышел в продажу 11 июня 2021 года в низкокалорийном варианте[41].
- Adrenaline Rush x Pepsi Energy — энергетический напиток со смесью классического вкуса Pepsi и энергетика Adrenaline Rush. Анонсирован в августе 2020 г. Вышел в продажу 3 июля 2021 года в низкокалорийном варианте[42].
- Pepsi Berry Sunset — напиток со вкусом лесных ягод. Появился в апреле 2022 года в преддверии Лиги чемпионов 2022 в сети магазинов «Пятёрочка» и «Перекрёсток» в низкокалорийном варианте.

### В России (после января 2023 года)
- Любимая Cola — классический вариант напитка Pepsi, под другой торговой маркой компании PepsiCo для низкого ценового сегмента.
- Evervess Cola — классический вариант напитка Pepsi, под другой торговой маркой компании PepsiCo для более высокого ценового сегмента.
- Любимая Cola Манго — вариант напитка Pepsi Mango. Появился летом 2023 года в низкокалорийном варианте эксклюзивно в сети магазинов Магнит.
- Evervess Zero Sugar Cola — вариант напитка Pepsi Max. Низкокалорийный напиток с подсластителями и экстрактом женьшеня.
- Любимая Cola Вишня — вариант напитка Pepsi Wild Cherry. Появился зимой 2023 года в низкокалорийном варианте эксклюзивно в сети магазинов Пятёрочка и Перекрёсток.

### В других странах
- Pepsi Throwback — напиток по оригинальному рецепту с натуральным сахаром[43].
- Crystal Pepsi — бесцветный вариант напитка. Выпускался в США, Канаде, Австралии и ряде европейских стран в начале 1990-х годов. Причиной прекращения продаж стал ограниченный интерес потребителей к привычному по вкусу напитку, который внешне не отличался от простой газированной воды без сиропа. В 2014–2016 годы PepsiCo выпускала напиток в США и Канаде ограниченными партиями, сопровождая акцию рекламной кампанией в расчёте на чувство ностальгии покупателей, в восприятии которых Crystal Pepsi к тому моменту приобрела статус городской легенды[44].

В Японии, где партнёром PepsiCo по производству напитка является местная компания Suntory, в 2000–2010 годы выпускались ограниченными сериями наиболее экзотические варианты «Пепси» — со вкусом и ароматом «ледяного огурца», «солёного арбуза», цветков баобаба, клубники со сливками, корицы, йогурта и так далее. Каждое такое «специальное издание» обычно доступно на рынке несколько месяцев. В Японии также были выпущены специальные версии напитка – Strong 5.0GV и Strong 5.0GV Zero, в которых содержание газа в пять раз превышает уровень классических напитков. Для сохранения повышенной карбонизации были разработаны специальные бутылки, способные выдерживать высокое давление.

## В массовой культуре

### Музыка
«Пепси» в русскоязычной музыке:
- У группы «Зоопарк» есть композиция «Ром и „Пепси-кола“». Автором песни является Майк Науменко. Также известна запись квартирного концерта, где Майк Науменко исполняет эту песню совместно с Виктором Цоем. В 2000 году на эту песню сделал ремейк Дмитрий Дибров.
- В песне российского исполнителя блатных песен Сергея Трофимова «Поколение „Пепси“» показана картина мировоззрения молодёжи и предыдущего поколения россиян, воспевающих «западный» образ жизни.
- «Пригородный блюз № 2» группы «Зоопарк».
- «Пацаны 80-х» Дмитрия Даля.
- «Девушки любят лётчиков» группы «Центр».
- «Rom i kola» группы Padla Bear Outfit.

Во время съёмок ролика для компании «Пепси» (в ночь на 27.01.1984) пострадал Майкл Джексон: от фейерверка у Джексона загорелись волосы и певец получил серьёзные ожоги. Ему наложили 20 швов. Съёмки проходили в 1984 году в Лос-Анджелесе. Позднее сам артист подтвердил этот инцидент, рассказав, что за всю свою жизнь он сделал лишь две пластические операции, одной из которых была пересадка кожи после этих ожогов.

### Кинематограф
Упоминание о напитке, бутылки, банки или логотип можно увидеть или услышать в таких фильмах и мультфильмах как: «Терминатор 2: Судный день», «Конец каникул», «Игла», «Каникулы в Простоквашино», «Перехват», «Назад в будущее». В советском фильме 1979 года «Пена» (режиссёр А. Стефанович, сценарий С. Михалкова) персонаж Полудушкин (Ролан Быков) приносит Махонину (Анатолий Папанов) ящик «Пепси-колы», которую по сюжету любит Махонин.

### Спонсорство в спорте
Компания Pepsi имеет официальные спонсорские соглашения с Национальной футбольной лигой, Национальной хоккейной лигой и Национальной баскетбольной ассоциацией. Она была спонсором Высшей футбольной лиги до декабря 2015 года и Высшей бейсбольной лиги до апреля 2017 года, обе лиги подписали соглашение с Coca-Cola. Pepsi также имеет права на название Центра Pepsi, крытого спортивного объекта в Денвере, штат Колорадо. В 1997 году, после того, как закончилось его спонсорство с Coca-Cola, отставной гонщик NASCAR Sprint Cup Series Джефф Гордон подписал долгосрочный контракт с Pepsi, и он ездит с логотипами Pepsi на своей машине с различными схемами покраски около 2 гонок в год, обычно с более тёмной окраской в ночное время. С тех пор Пепси остаётся одним из его спонсоров. С 2002 года Pepsi также является спонсором премии NFL «Новичок года».
Pepsi также имеет спонсорские соглашения в международных командах по крикету. Пакистанская национальная команда по крикету является одной из команд, спонсируемых брендом. Команда носит логотип Pepsi на лицевой стороне одежды ODI.
Американская хоккейная команда «Buffalo Bison» спонсировалась компанией Pepsi-Cola. В последние годы команда приняла визуальную айдентику напитка вместе с изменением логотипа на крышку Pepsi (со словом «Buffalo» вместо слова «Pepsi-Cola»). «Buffalo Bison» прекратили свою деятельность в 1970 году, освободив место для «Buffalo Sabres».

## Влияние на здоровье
В прессе часто поднимаются вопросы о том, является ли употребление «Пепси» полностью безопасным для здоровья и может ли данный напиток быть полноценным элементом рациона здорового человека. Какого-либо специфического негативного действия «Пепси» на организм официально не установлено, влияние напитка на здоровье не отличается от подобного для аналогичных продуктов. «Пепси-кола» не может привести к повреждениям желудочно-кишечного тракта, поскольку ортофосфорная и лимонная кислоты в составе напитка представляет собой весьма слабые кислоты, гораздо слабее соляной, присутствующей в желудке человека.
В январе 2011 года в Калифорнии 4-метилимидазол, содержащийся в карамельном красителе, был внесён в список возможных канцерогенных веществ с указанием, что приём 16 мкг вещества в день не имеет значительной опасности. Указанное количество вещества намного меньше, чем среднее поступление в организм при потреблении «Пепси». Пищевая индустрия выступила против данного решения, указывая на необходимость появления дополнительных предупреждений на многих продуктах, а также поставила под сомнение обоснованность указанных данных.
В марте 2012 «Кока-Кола» и «Пепси» сообщили об изменениях в производстве карамельных красителей. Для соответствия новым стандартам Калифорнии, напитки, продающиеся там, уже соответствуют новым требованиям. По состоянию на март 2012 года, способ изготовления карамельных красителей, применяющихся в Европе, не изменён, содержание 4-метилимидазола сохраняется на прежнем уровне.
В июне 2021 года компания сообщила о планах по снижению содержания сахара в газированных напитках и чаях со льдом, продаваемых в ЕС, на 25 % к 2025 году.

## В рекламе

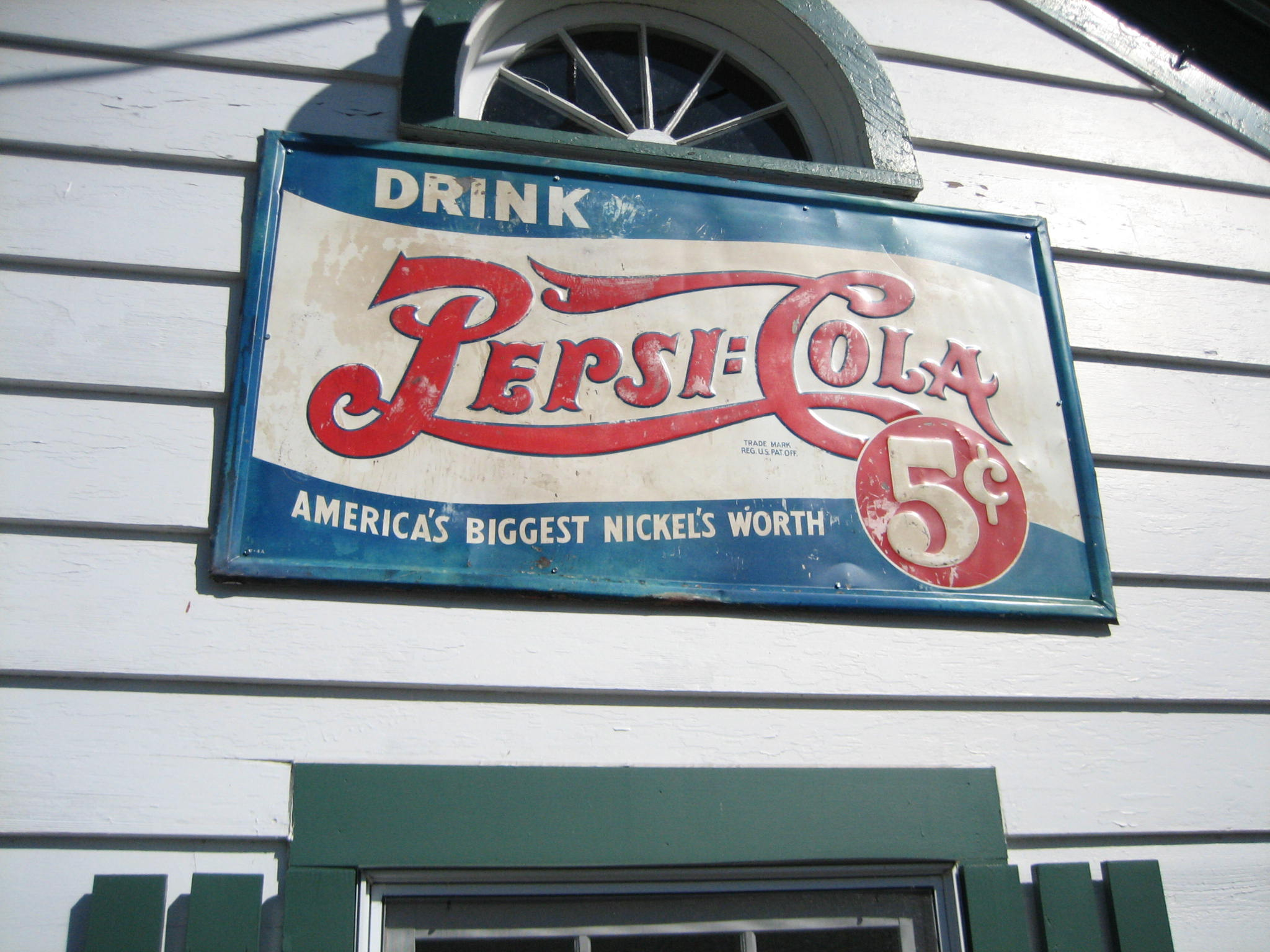
Рекламный плакат Pepsi-Cola

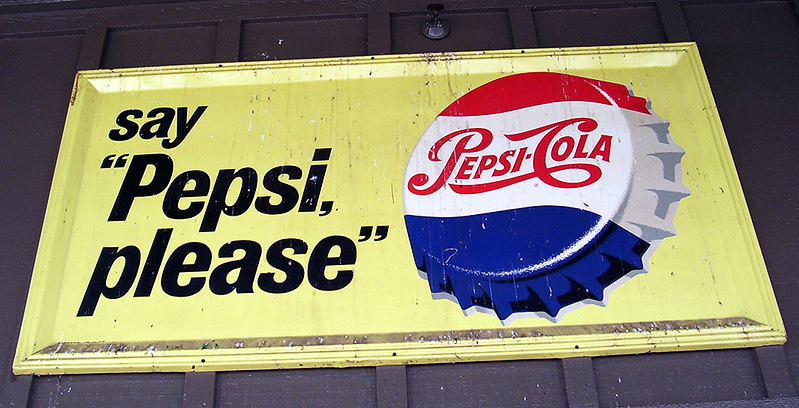
Рекламный плакат «Пепси»

### Рекламные слоганы «Пепси»
- 1930 — «Платишь как и прежде, а получаешь в два раза больше». (англ. «Twice as Much for a Nickel»). Полный текст песни:

«Пепси-кола» вышла на дорогу!

Двенадцать полных унций — это очень много.

Платишь как и прежде, получаешь вдвое.

Это наш напиток, «Пепси», мы с тобою.
- 1950 — «More Bounce to the Ounce».
- 1958 — «Будьте общительны» (англ. «Be Sociable, Have a Pepsi»).
- 1961 — «„Пепси“ — для тех, кто мыслит молодо» (англ. «Now It’s Pepsi for Those Who Think Young»).
- 1964 — «Оживись, ты в поколении „Пепси“» (англ. «Come Alive, You’re in the Pepsi Generation»).
- 1967 — «Вкус, который побеждает другие напитки, вкус „Пепси“» (англ. «(Taste that beats the others cold) Pepsi Pours It On»).
- 1969 — «Вам много предстоит прожить, у „Пепси“ есть что предложить» (англ. «You’ve Got a Lot to Live, Pepsi’s Got a Lot to Give»).
- 1973 — «Присоединяйтесь к людям из „Пепси“» (англ. «Join the Pepsi people»).
- 1975 — «Счастливого дня с „Пепси“» (англ. «Have a Pepsi day»).
- 1979 — «Улови дух „Пепси“» (англ. «Catch that Pepsi spirit»).
- 1981 — «У „Пепси“ есть твой вкус к жизни» (англ. «Pepsi’s got your taste for life»).
- 1983 — «„Пепси“ сейчас!» (англ. «Pepsi’s Now!»).
- 1984 — «Новое поколение выбирает Пепси» (англ. «The Choice of a New Generation»).
- 1985 - "God`s not dead"
- 1991 — «Это должно быть у меня». (англ. «Gotta Have It»).
- 1995 — «Ничего другого — это „Пепси“.» (англ. «Nothing Else is a Pepsi»).
- 1999 — «Бери от жизни всё» / «Наслаждение колой» (англ. «Ask for More» / «The Joy of Cola»).
- 2000 - "Будущее прекрасно! Future is fine!"
- 2001 - "Завтра будет лучше, чем вчера"
- 2002 - "Миру-мир! Нет войне!"
- 2003 — «Настоящая кола» / «Решись на большее» (англ. «It’s the Cola» / «Dare for More»).
- 2004 - "In God we trust!"
- 2007 — «Почувствуй себя счастливее» (англ. «More happy»).
- 2007 — «Открывай. Живи. Твори». (англ. «Open it. Live. Create»).
- 2010 — «Каждый конец — это новое начало. Всё только начинается. Это лишь начало!» (англ. «Every end is a new beginning. Everything is just beginning. This is just the beginning!»).
- 2011 — «Живи большими глотками» (англ. «Live in big gulps»).
- 2012 — «С „Пепси“ здесь и сейчас» (англ. «With Pepsi here and now»).
- 2013 — «С „Пепси“ здесь и сейчас. Живи здесь и сейчас» (англ. «With Pepsi here and now. Live here and now»).
- 2014 — «Живи здесь и сейчас». (англ. «Live here and now.»).
- 2015 — «Прими вызов „Пепси“. Живи здесь и сейчас». (англ. «Accept the Pepsi challenge. Live here and now»).
- 2016 (новогоднее) — «Новый год — это момент. Отпразднуй его.». (англ. «The New Year is a moment. Celebrate it.»).
- 2017 — «Если в одном месте вы не нужны, значит, в другом вас заждались!» (англ. «If you are not needed in one place, then you have been waiting for you in another!»).
- 2018 — «Я в порядке!» (англ. «I’m fine!»).
- 2019 — «Жизнь». (англ. «Life»).
- 2020 — «Чем я могу помочь?» (англ. «Can I help you?»).
- 2021 — «Всё будет хорошо и даже лучше!». (англ. «Everything will be fine and even better!»).
- 2022 — «Будь милой! Будь милой! Будь милой!» (англ. «Be nice! Be nice! Be nice!»).
- 2023 — «Будьте счастливы!» (англ. «Be happy!»).
- 2024 — «Живи счастливо!» (англ. «Live happy!»).

### Рекламные ролики
«Пепси» широко известна своими рекламными роликами. В рекламе «Пепси» снимались:
Андрей Аршавин, группа «Банд’Эрос», группа «Звери», Дмитрий Сычёв, группа «Дискотека Авария», Децл, Александр Мостовой, Юлия Чичерина, Сергей Семак, Майкл Джей Фокс, Майкл Джексон, Майк Майерс, Мадонна, Айшвария Рай, One Direction, Бритни Спирс, Бейонсе, Pink, Ники Минаж, LMFAO, Энрике Иглесиас, Тьери Анри, Лионель Месси, Фрэнк Лэмпард, Канье Уэст, Кака, Рауль, Икер Касильяс, Дэвид Бекхэм, Андрей Шевченко, Райан Гиггз, Эдгар Давидс, Тайгер Вудс, Роджер Федерер, футбольный клуб «Манчестер Юнайтед» образца 1999 года, группа The Black Eyed Peas (Will.i.am, Fergie, Taboo, Apl.de.ap), L’Arc-en-Ciel, Spice Girls, Шакира, Кристина Агилера, Дженнифер Лопес, Дидье Дрогба, Серхио Агуэро, Франсеск Фабрегас, Фернандо Торрес, Джеки Чан, The Hardkiss, Джеймс Дин, Дэмиен Уолтерс, Гарри Каспаров.
Также в рекламе «Пепси» использовались песни:
- Океан Ельзи — «Вимагай більшого» («Требуй большего» в пр. с укр.). Стала одним из рекламных слоганов «Пепси» на территории Украины.
- The Offspring — «You’re Gonna Go Far, Kid» (реклама «Pepsi Max»).
- Звери — «Районы, кварталы».
- Queen — «We Will Rock You» в исполнении Бритни Спирс, Пинк и Бейонсе.
- Madonna — «Like A Prayer» (использовалась в скандальной рекламе, которую сняли с эфира по просьбе различных христианских конфессий).
- Майкл Джексон — Billie Jean (в рекламе 1984 года); Bad (в 1988); Who Is It (в 1992).

Рекламные персонажи
Pepsiman (яп. ペプシマン Пэпусиман) — супергерой, официальный талисман «Пепси» в Японии. Кроме рекламы он появился как игровой персонаж в японской версии игры Fighting Vipers и одноимённой игре для консоли PlayStation, где играет главную роль. Каждая реклама длится в пределах минуты. Его роль в рекламе — утолить жажду людей, вручив им «Пепси». После доставки напитков главный герой иногда сталкивается с трудной ситуацией, которая может привести к травмам. Также существует женская версия Пепси Мэна, однако она появилась в рекламе только один раз. Пепси Мэн был создан в начале 1990-х канадским художником Трэвисом Шаре в качестве официального талисмана «Пепси» в Японии. Художник создал героя со спортивным телосложением, состоящего из металлического соединения серебра с отличительным логотипом «Пепси» на груди.
Пепси Мэн появляется как игровой персонаж в японской версии игры Fighting Vipers для Sega Saturn, разработанной Sega AM2 и выпущенной в 1996 году. В порте игры для консоли PlayStation 2 2005 года все логотипы «Пепси» присутствовали, однако сам Пепси Мэн был удалён из игры.